# Andréia dos Santos
Andréia dos Santos, född den 30 april 1977 i Santa Catarina, Brasilien, är en brasiliansk fotbollsspelare. Vid fotbollsturneringen under OS 2008 i Peking deltog hon i det brasilianska lag som tog silver.